# Willy-Spahn-Park

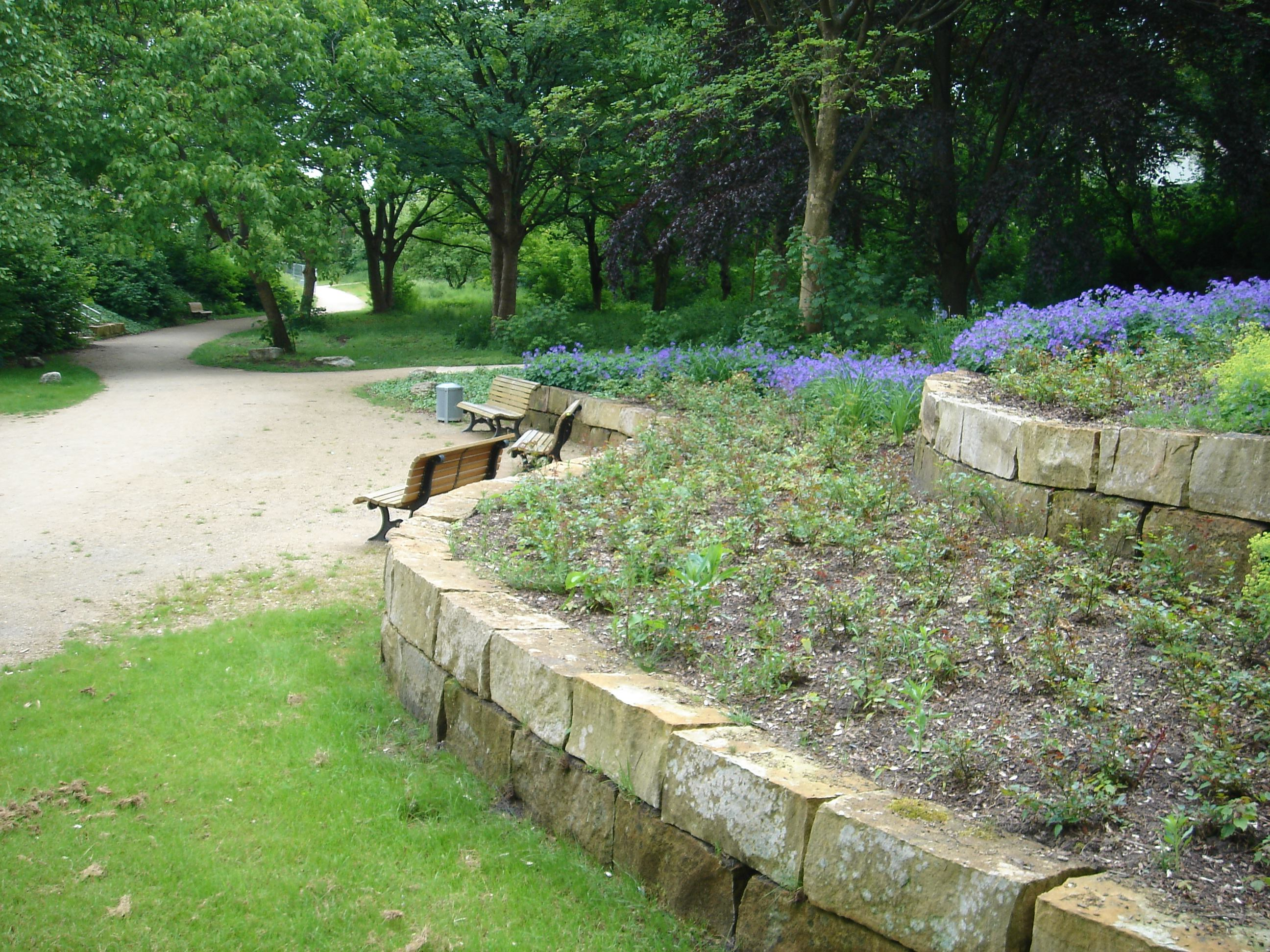
Weg im Willy-Spahn-Park

Der Willy-Spahn-Park ist ein 4 ha großer, öffentlicher Park in Hannover, der im Stadtteil Ahlem liegt und nach seinem Begründer Willy Spahn benannt wurde. Der Park ist ganzjährig geöffnet.

## Beschreibung

Lageplan des Parks

Der etwa 440 × 120 m große Park liegt in einer Mulde, die durch den Abbau von Mergel ab Mitte des 19. Jahrhunderts entstanden ist. Durch den Park, der über sieben Eingänge zugänglich ist, führt ein 1,3 km langes Wegenetz. Im Mittelpunkt liegt das restaurierte Industriedenkmal eines Kalkbrennofens mit einem begehbaren Brenngang. Der 500 m² große, über eine Holzbrücke erreichbare, Dachstuhl kann bei besonderen Führungen (etwa am jährlichen „Tag des offenen Denkmals“) besichtigt werden. Der teilweise naturbelassene Park hat einen alten Laub- und Obstbaumbestand. Die Bäume befinden sich auf verschiedenen Ebenen und Terrassen, die beim Mergelabbau entstanden sind. Die Früchte der Apfel-, Birn-, Pflaumen- und Kirschbäume dürfen gepflückt werden. Der Park ist vor allem im Sommerhalbjahr ein „grünes Paradies“, woran der Grüne Ring entlangführt, ein Fahrrad- und Wander-Rundweg um die Stadt Hannover.

## Geschichte

### Mergelgrube

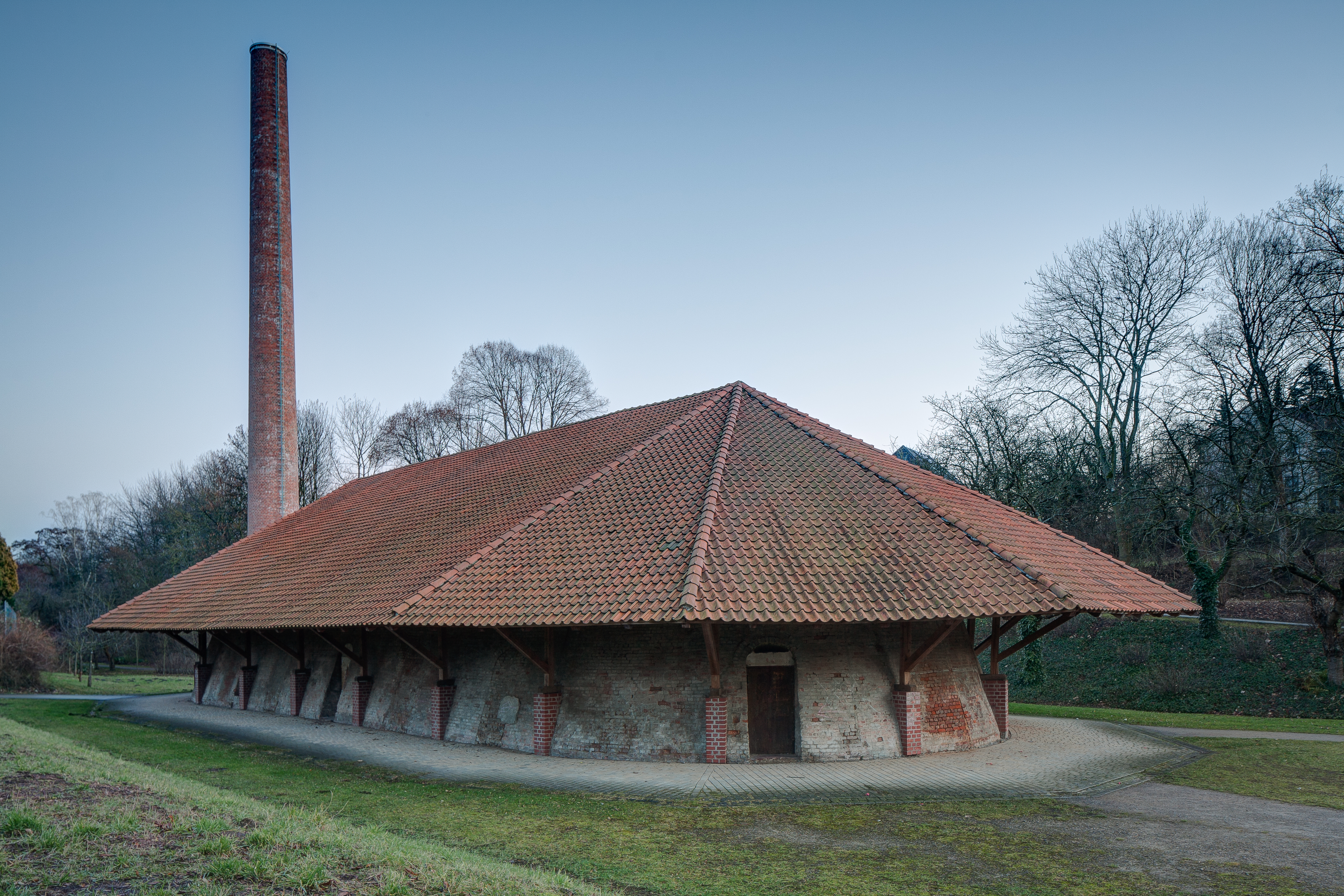
Kalkbrennofen

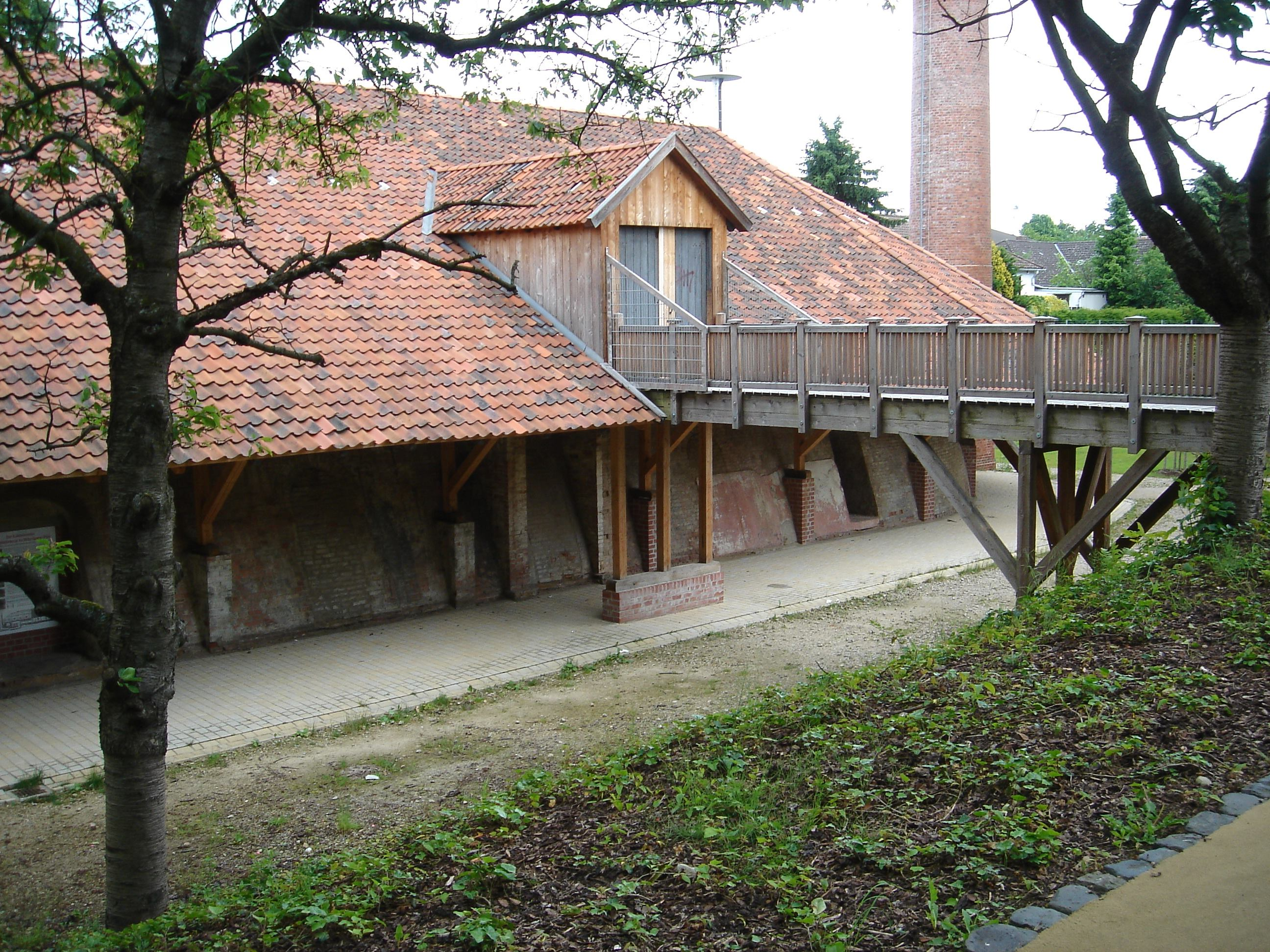
Zugang zum Dach durch Holzbrücke

Das Gelände zwischen Mönckebergallee und Wunstorfer Landstraße war ab etwa 1850 eine Mergelgrube. In der Grube wurde Mergel- und Kalkstein des Oberjuras (Malm) abgebaut und in dem 1925 errichteten Brennofen (Hoffmannscher Ringofen) zu Branntkalk gebrannt. Der 35 m lange und 13 m breite Brennofen mit einem noch 34 m hohen Schornstein steht seit 1997 unter Denkmalschutz. Er ist der einzige erhalten gebliebene Kalkbrennofen in der Region.

### Obstplantage und Stiftung
Nach Einstellung der Kalkproduktion während der Weltwirtschaftskrise erwarb das Ehepaar Emilie und Willy Spahn im Jahre 1938 das 42.000 Quadratmeter große Grundstück. Die Eheleute legten auf den Terrassen des Kalkbruchs eine Obstplantage an. Im Gebäude des ehemaligen Brennofens stellten sie Fruchtsäfte und Limonade her. Nach Aufgabe des Betriebs in den 1960er Jahren lag das Gelände brach und verwilderte zunehmend. 1982, kurz vor dem Tode Willy Spahns, kam es zu einem Schenkungsvertrag mit der Stadt Hannover samt Einrichtung einer Stiftung. Stiftungsziel war die Öffnung des Geländes für die Öffentlichkeit. 1996, nach Emilie Spahns Tod, nahm die Stadt Hannover das Erbe des Parks an.

### Parkentstehung
1996 begannen Arbeiten mit dem Auslichten des Pflanzendickichts auf dem Gelände. 1998 gründete sich der gemeinnützige Verein „Willy Spahn Park“. 2002 wurde mit der Restaurierung von Brennofen (samt Dachstuhl) und Schornstein begonnen, wofür Gelder von der Bezirksregierung und der Region Hannover verwendet wurden. Die Stadt Hannover sorgte für die Parksanierung. Im Frühjahr 2004 wurde der Willy-Spahn-Park der öffentlichen Nutzung übergeben.